# Austrosynapha andina
Austrosynapha andina är en tvåvingeart som beskrevs av Duret 1977. Austrosynapha andina ingår i släktet Austrosynapha och familjen svampmyggor.
Artens utbredningsområde är Ecuador. Inga underarter finns listade i Catalogue of Life.